# Franck Montagny
Franck Montagny (Feurs, Loire; 5 de enero de 1978) es un piloto francés de automovilismo. Compitió en Fórmula 1 en 2006, pero sus mayores logros los consiguió en sport prototipos, donde ganó Petit Le Mans y consiguió podios en las 24 Horas de Le Mans y las 12 Horas de Sebring.

## Carrera

### Inicios en el automovilismo
Montagny debutó en karting en 1988, disciplina en la que consiguió campeonatos franceses en distintas categorías. En 1994 pasó a los monoplazas al consagrarse campeón de la Fórmula Renault Campus Francesa. Los dos siguientes años disputó la Fórmula Renault 2.0 Francesa, quedando cuarto en 1995 y sexto en 1996 debido a ausencias por lesiones. En 1997 dio el salto a la Fórmula 3 Francesa, donde terminó cuarto en el campeonato. Montagny fue subcampeón 1998 con 10 victorias en 22 carreras; además resultó sexto en el Masters de Fórmula 3 y cuarto en la clase LMP1 en las 24 Horas de Le Mans.
En 1999, Montagny ascendió a la Fórmula 3000 Internacional al ser fichado por DAMS. Ese año quedó empatado en décimo lugar con un tercer puesto en Hungría como mejor resultado; como consuelo ganó el Masters de Karting de Paris-Bercy. Los resultados en la F3000 fueron aún peores en 2000: finalizó empatado en 15.ª posición. Como consecuencia, Montagny retrocedió a la World Series by Nissan. Ganó el título 2001 para Epsilon con 7 victorias en 16 carreras y fue subcampeón 2002 con Racing Engineering. También en 2002 llegó sexto en las 24 Horas de Le Mans para el equipo Oreca con un Dallara-Judd de la clase principal.

### Fórmula 1
Montagny ganó nuevamente el campeonato de la renombrada World Series by Renault en 2003, con 9 triunfos sobre 18 carreras. Ayudado por los logros en esa categoría, dio el salto final a la categoría suprema, la Fórmula 1, de la mano de Renault F1, siendo el cuarto piloto del equipo desde el año 2004 hasta el 2005, año en el que también fue probador ocasional de Jordan y llegó cuarto en las 24 Horas de Le Mans con un Audi R8 LMP de Oreca.
En 2006, la debutante escudería Super Aguri lo contrató como tercer piloto para la temporada. Montagny reemplazó a Yuji Ide en tras el Gran Premio de San Marino . Su debut en la máxima categoría se produjo el 7 de mayo en el Gran Premio de Europa, en el cual salió desde la última posición de la parrilla y no acabó la carrera por problemas hidráulicos. Corrió otras 6 carreras más, pero sus mejores actuaciones fueron en el Gran Premio de Mónaco y en el Gran Premio de Francia, donde fue 16º en ambas ocasiones. Montagny intercaló entre los Grandes Premios de Gran Bretaña y de Canadá su participación en las 24 Horas de Le Mans. Consiguió un segundo puesto para el equipo Pescarolo, por detrás de uno de los Audi R10 TDI. En 2007 desempeñó el papel de piloto probador en la escudería Toyota.

### Champ Car, IndyCar y sport prototipos
El equipo Forsythe contrató a Montagny para disputar la temporada 2008 de la Champ Car. Sin embargo, como esa categoría desapareció, únicamente disputó la carrera de despedida en Long Beach. También corrió las dos fechas finales de la temporada 2007/08 del A1 Grand Prix. Luego, Montagny pasó a formar parte del programa de sport prototipos de Peugeot. Su primera participación fue en las 24 Horas de Le Mans, donde llegó tercero con un Peugeot 908 HDI FAP de la clase LMP1. Más tarde, Andretti Green lo convocó para competir las siete fechas finales de la American Le Mans Series en un Acura de la clase LMP2. Allí obtuvo una victoria absoluta en Detroit y una victoria de clase en Laguna Seca.
En 2009, continuó corriendo para Peugeot. Así, fue segundo en las 12 Horas de Sebring y las 24 Horas de Le Mans, en tanto que ganó Petit Le Mans. Por otra parte, Andretti Green lo contrató para disputar la fecha de Sears Point de la IndyCar Series. A finales de 2009 aparecieron rumores que le sitaban en el nuevo equipo de Fórmula 1 USF1 de cara a la temporada 2010.
Montagny ganó los 1000 km de Spa-Francorchamps de 2010 para Peugeot como preparación a las 24 Horas de Le Mans. Debió retirarse en esa carrera al igual que sus compañeros de equipo. Se tomó revancha en la Copa Intercontinental Le Mans, al ganar las dos carreras que disputó, Petit Le Mans y los 1000 km de Zhuhai, y ayudar a Peugeot a ganar el título de marcas de LMP1. En simultáneo a su actividad en resistencia, disputó algunas carreras de la Superleague Fórmula con el Girondins de Burdeos; allí ganó una carrera de grilla invertida y consiguió dos podios más en carreras del mismo formato.
En 2011, Montagny corrió toda la Copa Intercontinental Le Mans en el Peugeot 908 junto a Stéphane Sarrazin, con distintos tercos pilotos: ganó en Petit Le Mans, llegó segundo en Spa-Francorchamps, Imola y Zhuhai y terminó tercero en Sebring y Le Mans, con lo cual colaboró con la marca francesa para obtener ambos títulos nuevamente.
Peugeot se retiró de las carreras de resistencia para la temporada 2012. Montagny corrió como tercer piloto de Oak en las 24 Horas de Le Mans, donde abandonó, y en la fecha de Laguna Seca de la American Le Mans Series para Level 5, donde resultó segundo absoluto y primero en la clase LMP2. Luego disputó el Gran Premio de Surfers Paradise de V8 Supercars con un Holden Commodore para Kelly.
En 2014, Montagny disputará el Gran Premio de Indianápolis de la IndyCar con el equipo Andretti.

### Fórmula E
En mayo de 2014 se anunció oficialmente su participación como piloto titular de Andretti Autosport en la temporada inaugural 2014-15 de Fórmula E. Disputó las dos carreras, logrando un podio en Pekín, sin embargo, fue reemplazado en Punta Del Este por Jean-Éric Vergne. Luego, Montagny confesó que no corrió en esa fecha, porque fue sancionado por la FIA, al dar positivo en un control antidopaje en el ePrix de Putrajaya por consumo de cocaína. El 28 de marzo de 2015, se supo que Montagny estaría suspendido por dos años del automovilismo, empezando de manera retroactiva, del 23 de diciembre de 2014 hasta el 23 de diciembre de 2016, siendo descalificado de su resultado en la fecha de la Fórmula E en Putrajaya.

## Resultados

### Fórmula 1
(Clave) (negrita indica pole position) (cursiva indica vuelta rápida)

| Año  | Escudería                  | 1   | 2   | 3   | 4   | 5       | 6       | 7      | 8      | 9       | 10      | 11     | 12  | 13  | 14     | 15     | 16     | 17     | 18     | 19  | Pos. | Puntos |
| ---- | -------------------------- | --- | --- | --- | --- | ------- | ------- | ------ | ------ | ------- | ------- | ------ | --- | --- | ------ | ------ | ------ | ------ | ------ | --- | ---- | ------ |
| 2003 | Mild Seven Renault F1 Team | AUS | MYS | BRA | SMR | ESP     | AUT     | MON    | CAN    | EUR     | FRA TD  | GBR    | GER | HUN | ITA    | USA    | JPN    |        |        |     |      |        |
| 2005 | Jordan Grand Prix          | AUS | MYS | BHR | SMR | ESP     | MON     | EUR TD | CAN    | USA     | FRA     | GBR    | GER | HUN | TUR    | ITA    | BEL    | BRA    | JPN    | CHN |      |        |
| 2006 | Super Aguri F1 Team        | BHR | MYS | AUS | SMR | EUR Ret | ESP Ret | MON 16 | GBR 18 | CAN Ret | USA Ret | FRA 16 | GER | HUN | TUR TD | ITA TD | CHN TD | JPN TD | BRA TD |     | 27.º | 0      |

### Campeonato Mundial de Resistencia de la FIA
(Clave) (negrita indica pole position) (cursiva indica vuelta rápida)

| Año  | Escudería  | Clase | Automóvil             | 1   | 2   | 3   | 4   | 5   | 6   | 7   | 8   | Pos. | Puntos | Ref.  |
| ---- | ---------- | ----- | --------------------- | --- | --- | --- | --- | --- | --- | --- | --- | ---- | ------ | ----- |
| 2012 | OAK Racing | LMP1  | OAK Pescarolo 01-Judd | SEB | SPA | LMS | SIL | SÃO | BHR | FUJ | SHA | NC   | 0      | [ 4 ] |
| 2012 | OAK Racing | LMP1  | OAK Pescarolo 01-Judd | Ret |     |     |     |     |     |     |     | NC   | 0      | [ 4 ] |